# Variável (matemática)
Em matemática elementar, uma variável é um símbolo (geralmente uma única letra) que representa um número arbitrário, não totalmente especificado ou desconhecido.
Na definição de Serrasqueiro, "Diz-se que uma quantidade x é variável quando passa por diferentes estados de grandeza."
Por convenção, as primeiras letras do alfabeto, a, b, c etc. são usadas para representar quantidades conhecidas (coeficientes), enquanto as últimas letras do alfabeto, x, y, z, são usadas para representar quantidades desconhecidas.
Fazer cálculos algébricos, usando variáveis como se fossem números explícitos, permite resolver uma série de problemas com um único cálculo. Um exemplo típico é a fórmula quadrática
{\displaystyle x={\frac {-b\pm {\sqrt {b^{2}-4ac}}}{2a}}},
que permite resolver uma equação do 2º grau mediante a substituição dos coeficientes a, b e c por seus valores numéricos, dados na própria equação.
O conceito de variável também é fundamental em cálculo. Uma função y = f(x) envolve duas variáveis, y e x, representando respectivamente o valor e o argumento da função. O termo "variável" vem do fato de que, quando o argumento x varia, o valor y varia conforme o argumento.
Na matemática mais avançada, uma variável é um símbolo que denota um conjunto. Portanto, na equação y=x^2 , temos em particular que 4=2^2; 9=3^2, etc. Os símbolos x e y mostram que existe todo um conjunto cujos elementos podem fazer o papel de x e outro conjunto cujos elementos podem fazer papel de y. Se dissermos que x é um número real, consequentemente y é um número real não negativo. Desse modo, x representa todo o conjunto dos reais, e y representa todo o conjunto dos reais não negativos.
Da mesma forma, em ciência da computação, uma variável é um nome (geralmente um caractere alfabético ou uma palavra) que representa algum valor armazenado na memória do computador. Na lógica matemática, uma variável é um símbolo que representa um termo não especificado da teoria ou um objeto básico da teoria, sendo manipulado sem referência à sua possível interpretação intuitiva.